# Magdalena Samozwaniec
Magdalena Anna Samozwaniec née Kossak, primo voto Starzewska, secundo voto Niewidowska, également appelée « la première dame de la satire polonaise » (en polonais : pierwsza dama polskiej satyry) est une écrivaine satirique polonaise née le 26 juillet 1894 à Cracovie et morte le 20 octobre 1972 à Varsovie.

## Biographie
Elle étudie exclusivement à domicile et parle couramment les langues étrangères - l'allemand, l'anglais et le français. Elle fait ses débuts littéraires en 1908 dans Nowiny Krakowskie avec un texte humoristique intitulé Wyjazd mamy do miasta. Entre 1917 et 1919, elle fréquente l'école des beaux-arts Maria Niedzielska à Cracovie. Entre 1919 et 1921, elle dirige un atelier de batik.
Son premier succès littéraire est une parodie satirique et absurde de Trędowata (pl), intitulée Na ustach grzechu, publiée en 1922 à Cracovie et écrite en collaboration avec sa sœur et son mari, Jan Gwalbert Henryk Pawlikowski (pl).
À partir de 1923, elle publie de nombreux textes satiriques dans des magazines tels que Pani, Cyrulik Warszawski, Bluszcz, Tygodnik Ilustrowany, Naokoło Świata et Tęcza. Elle est la précurseuse des tournées-rencontres avec les lecteurs et se rend à de telles rencontres dans toute la Pologne jusqu'à sa mort, préférant ce type de contact avec ses lecteurs.
En 1933, elle publie un autre best-seller, Wielki szlem, qui lui vaut le titre de « seule femme satiriste de Pologne ». Entre 1934 et 1936, elle se produit dans des cabarets de Poznań. Sa sœur et ses deux parents meurent durant la Seconde Guerre mondiale. En 1944, elle publie clandestinement Fraszki Magdaleny Samozwaniec.
Après la guerre, elle publie de nombreux articles satiriques dans les magazines Przekrój, Szpilki, Dziennik Polski, Trybuna Robotnicza et Kocynder. À partir de 1946, elle s'installe définitivement à Varsovie. En 1956, son troisième best-seller, Maria i Magdalena, un mémoire sur sa sœur décrivant de manière colorée la réalité de l'entre-deux-guerres, a été publié. En 1970, elle rend visite à Londres au mari de sa sœur décédée, Stefan Jasnorzewski (pl). Ce voyage est lié à la collecte de documents pour son prochain livre intitulé Zalotnica niebieska publié à titre posthume en 1973.
Elle est inhumée au cimetière militaire de Powązki à Varsovie (section A33-1-3).

## Vie privée
De 1921 à 1928, son mari est le diplomate Jan Starzewski (pl), avec qui elle a une fille, Teresa (1922-2017). En novembre 1945, elle épouse Zygmunt Niewidowski (pl).

## Récompenses et distinctions
- 11 juillet 1955 : Croix d'or du Mérite[8]